# Riqui Puig
Ricard „Riqui“ Puig Martí (* 13. srpna 1999) je španělský fotbalista, střední záložník hrající za Los Angeles FC

## Klubová kariéra
Puig nastoupil do barcelonského mládežnického centra klubu FC Barcelona La Masia v roce 2013 z UFB Jàbac Terrassa.
Dne 11. června 2018 prodloužil Puig smlouvu s FC Barcelona do roku 2021 a postoupil do B-týmu.
Puig debutoval v nejvyšší španělské soutěži La Liga za A tým v dubnu 2019. Nastoupil proti Huesce. Zápas skončil remízou 0:0. Dne 14. září vstřelil svůj první gól za B tým při domácí remíze 2:2 proti AE Prat.
Dne 6. října 2020 se Puig definitivně stal členem hlavního týmu; byl mu předán dres s číslem 12, který předtím nosil Rafinha. Dne 13. ledna si Puig připsal vítěznou penaltu v penaltovém rozstřelu proti Realu Sociedad.
Dne 24. ledna 2021 vstřelil Puig svůj první gól za A tým při výhře 2:0 proti Elche, když v 89. minutě od Frenkieho De Jonga obdržel centr a hlavičkou zakončil.

## Osobní život
Jeho otec Carlos byl také fotbalista, levý bek, který celou svou kariéru hrál za Terrassu.

## Statistiky
(ke dni 25. ledna 2021)
| Klub              | Sezóna            | Liga               | Liga   | Liga | Copa del Rey | Copa del Rey | Evropa | Evropa | Ostatní | Ostatní | Celkem | Celkem |
| Klub              | Sezóna            | Soutěž             | Zápasy | Góly | Zápasy       | Góly         | Zápasy | Góly   | Zápasy  | Góly    | Zápasy | Góly   |
| ----------------- | ----------------- | ------------------ | ------ | ---- | ------------ | ------------ | ------ | ------ | ------- | ------- | ------ | ------ |
| Barcelona B       | 2017–18           | Segunda División   | 3      | 0    | —            | —            | —      | —      | —       | —       | 3      | 0      |
| Barcelona B       | 2018–19           | Segunda División B | 32     | 0    | —            | —            | —      | —      | —       | —       | 32     | 0      |
| Barcelona B       | 2019–20           | Segunda División B | 21     | 2    | —            | —            | —      | —      | —       | —       | 21     | 2      |
| Barcelona B       | Celkem            | Celkem             | 56     | 2    | —            | —            | —      | —      | —       | —       | 56     | 2      |
| Barcelona         | 2018–19           | La Liga            | 2      | 0    | 1            | 0            | 0      | 0      | 0       | 0       | 3      | 0      |
| Barcelona         | 2019–20           | La Liga            | 11     | 0    | 1            | 0            | 0      | 0      | 0       | 0       | 12     | 0      |
| Barcelona         | 2020–21           | La Liga            | 14     | 1    | 4            | 0            | 4      | 0      | 2       | 0       | 24     | 1      |
| Barcelona         | Celkem            | Celkem             | 27     | 1    | 6            | 0            | 4      | 0      | 2       | 0       | 39     | 1      |
| Celkem za kariéru | Celkem za kariéru | Celkem za kariéru  | 83     | 3    | 6            | 0            | 4      | 0      | 2       | 0       | 81     | 3      |

## Úspěchy
Barcelona
- La Liga: 2018–19[10]
- UEFA Youth League: 2017–18